# Nesticella yui
Nesticella yui är en spindelart som beskrevs av Jörg Wunderlich och Song 1995. Nesticella yui ingår i släktet Nesticella och familjen grottspindlar. Inga underarter finns listade i Catalogue of Life.